# Nosybus tjederi
Nosybus tjederi is een insect uit de familie van de Berothidae, die tot de orde netvleugeligen (Neuroptera) behoort. 
Nosybus tjederi is voor het eerst wetenschappelijk beschreven door U. Aspöck & H. Aspöck in 1983.